# Pequeno teorema de Fermat

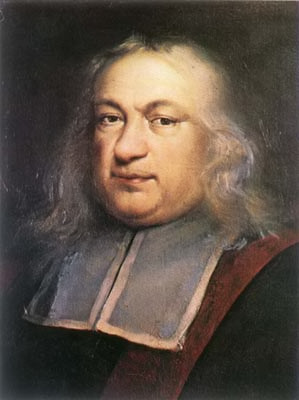
Pierre de Fermat

O Teorema de Fermat, que originou o Teste de primalidade de Fermat, oferece um teste simples e eficiente para ignorar números não-primos. Qualquer número que falhe o teste não é primo.

## Teorema

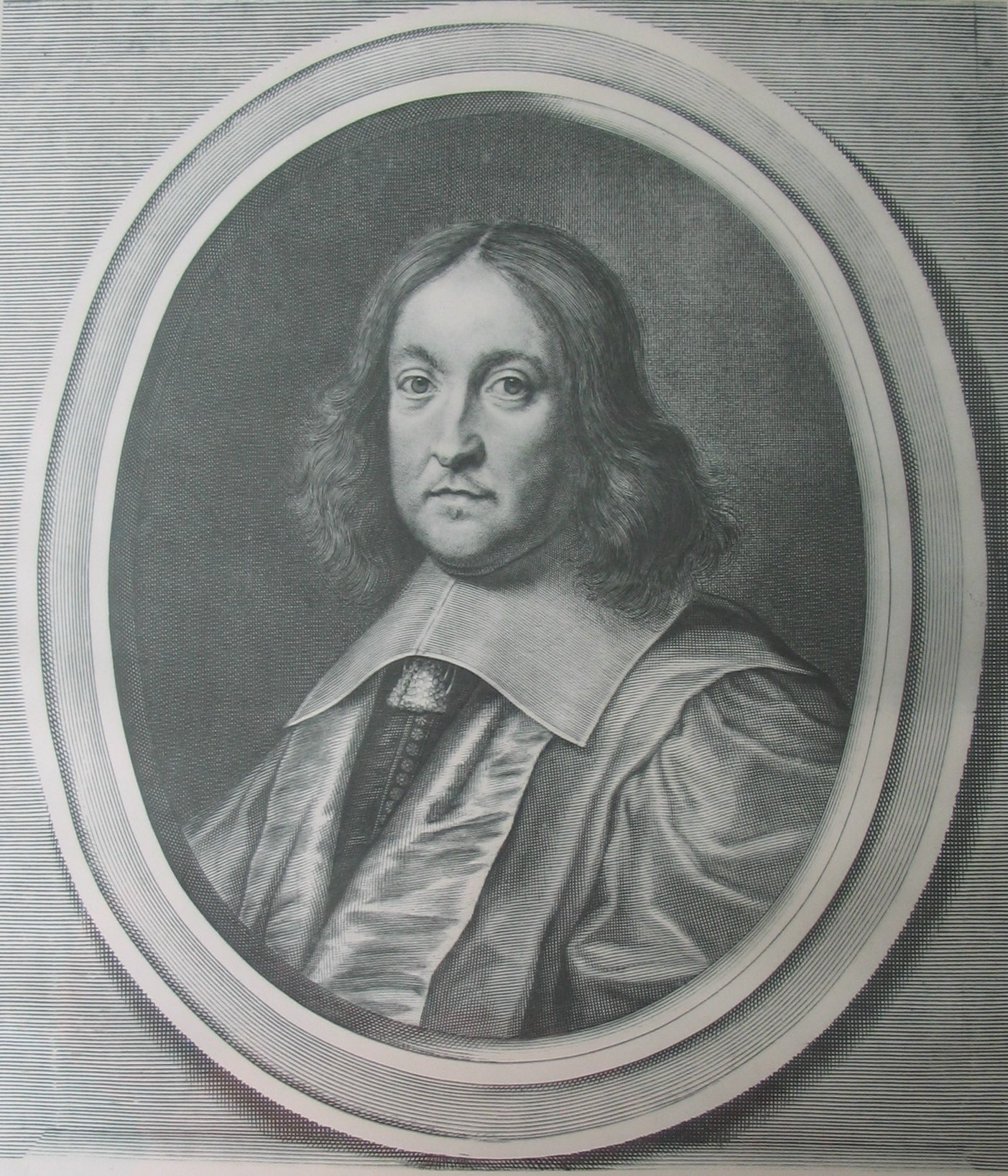
Retrato de Pierre de Fermat

(Assuma-se {\displaystyle \operatorname {mdc} (a,b)} como o Máximo divisor comum entre {\displaystyle a} e {\displaystyle b}).
Se {\displaystyle m} é primo, então para qualquer {\displaystyle a} tal que {\displaystyle \operatorname {mdc} (a,m)=1}, temos:
Se {\displaystyle m} não é primo, ainda é possível (embora pouco provável) que o supradito se verifique.
Se {\displaystyle m} é ímpar composto, e {\displaystyle a} um inteiro tal que {\displaystyle \operatorname {mdc} (a,m)=1} e
diz-se que {\displaystyle m} é pseudoprimo para a base {\displaystyle a}, i.e., é um número não primo que passa o teste de Fermat.

## Prova do teorema
Seja {\displaystyle \operatorname {mdc} (a,m)=1},
consideramos os conjuntos {\displaystyle \{1,2,3,\ldots ,m-1\}} e {\displaystyle \{a,2a,3a,\ldots ,(m-1)a\}}
e percebemos que {\displaystyle \{a,2a,3a,\ldots ,(m-1)a\}\not \equiv 0{\pmod {m}}}.
Seja {\displaystyle i,j\in \{1,2,3,\ldots ,m-1\}} e {\displaystyle ia\equiv ja{\pmod {m}}}
vemos que {\displaystyle i\equiv j{\pmod {m}}}
porque {\displaystyle \operatorname {mdc} (a,m)=1},
com isso {\displaystyle i=j}
porque {\displaystyle 0\leq |i-j|<m},
então os números {\displaystyle \{a,2a,3a,\ldots ,(m-1)a\}\not \equiv 0{\pmod {m}}}
são incongruentes entre si {\displaystyle {\pmod {m}}}.
Então {\displaystyle \{a,2a,3a,\ldots ,(m-1)a\}} são congruentes, em alguma ordem, com os números {\displaystyle 1,2,3,\ldots ,m-1}.
Conclui-se que:
{\displaystyle (m-1)!=1\cdot 2\cdot 3\cdot 4\cdots (m-1)\equiv a\cdot 2a\cdot 3a\cdot 4a\cdots (m-1)a\implies (m-1)!\equiv a^{m-1}\cdot (m-1)!{\pmod {m}}}
Se tivermos
{\displaystyle \operatorname {mdc} (m,(m-1)!)=1} , ou seja, {\displaystyle m} é primo, podemos cancelar o fator {\displaystyle (m-1)!}, e obtemos:
{\displaystyle a^{m-1}\equiv 1{\pmod {m}}}, {\displaystyle \forall m\in } aos inteiros
o que conclui a prova.

## Contrapartidas
Infelizmente existem números que passam o teste de Fermat para todas as bases para as quais são relativamente primos – são os chamados números de Carmichael, e são infinitos. Como tal, pode-se fazer o Teste de pseudoprimalidade forte:
- Dado {\displaystyle m}
- Escreve-se {\displaystyle m-1=2^{8}t\,\!}, em que {\displaystyle t} é ímpar
- Escolher aleatoriamente {\displaystyle a\in [1,m[}
- Calcular {\displaystyle h\equiv a^{t}{\pmod {m}}\,\!}
- Se {\displaystyle h=\pm 1}, então {\displaystyle m} passa
- Calcular {\displaystyle h^{i}=a^{(2^{i})t}} para {\displaystyle i=1,2,...,8}
- Se {\displaystyle h^{i}=-1\,\!} para algum {\displaystyle i<8}, então {\displaystyle m} passa
- Caso contrário {\displaystyle m} falha.

O teste deve ser repetido para {\displaystyle r} bases diferentes. A probabilidade de um número composto {\displaystyle m} passar {\displaystyle r} testes é de 1 em 4r. Se {\displaystyle m} passar o teste para 100 bases diferentes, então a probabilidade de {\displaystyle m} ser composto é menor que 10−60.

## Um teste elementar e preciso de primalidade
Sabe-se que, com exceção dos números {\displaystyle 2} e {\displaystyle 3}, todos os outros números primos são expresso pela fórmula {\displaystyle I_{p}=6K\pm 1} . Mas sabe-se que a imensa maioria dos números expresso pela fórmula {\displaystyle I_{p}=6K\pm 1} não são números primos. 
Os números compostos da forma  {\displaystyle I=6K\pm 1}    são obtidos pela multiplicação de dois números da forma  {\displaystyle I=6K\pm 1}  onde estes dois números podem ser ambos primos ou ambos compostos e também pode ser o produto de um número primo por um número composto como vemos abaixo     
{\displaystyle 6K\pm 1=(6K_{2}\pm 1)(6K_{3}\pm 1)=6.6K_{2}.K_{3}\pm 6K_{2}.1\pm 6K_{3}.1\pm 1} que podemos escrever
{\displaystyle 6K\pm 1=6(6K_{2}K_{3}\pm K_{2}\pm K_{3})\pm 1}
Vemos então que esta igualdade só existe se  
{\displaystyle K=6K_{2}K_{3}\pm K_{2}\pm K_{3}}
Se esta igualdade não existir para sinais iguais ou diferentes, então o par de números {\displaystyle 6K\pm 1} não existe como números compostos, logo o par de números {\displaystyle 6K\pm 1} serão números primos gêmeos.
Então: dado um número inteiro positivo qualquer {\displaystyle K}, se não ocorrer nenhum par de números inteiros positivos  {\displaystyle K_{2},K_{3}}  que satisfaça a igualdade acima, afirma-se que os números  {\displaystyle I_{p}=6K\pm 1}   são números primos gêmeos.
Se não ocorrer nenhum par  {\displaystyle K_{2},K_{3}}  com sinais iguais e ocorrer ao menos um par  {\displaystyle K_{2},K_{3}}  com sinais diferentes que satisfaça a equação, afirma-se que   {\displaystyle I_{p}=6K+1}   é primo e {\displaystyle I=6K-1} não é primo.
Se não ocorrer nenhum par {\displaystyle K_{2},K_{3}}   com sinais diferentes e ocorrer ao menos um par  {\displaystyle K_{2},K_{3}}  com sinais iguais que satisfaça a equação, afirma-se que  {\displaystyle I_{p}=6K-1}  é primo e {\displaystyle I=6K+1} não é primo.